# Cheltenham
Cheltenham er en by i det sydvestlige England med et indbyggertal på 116.447 (2011). Byen ligger i grevskabet Gloucestershire i regionen South West England. Den er kendt for at arrangere festivaler indenfor såvel musik som litteratur.
Cheltenham er hjemby for fodboldklubben Cheltenham Town F.C. og er fødeby for blandt andet Rolling Stones-musikeren Brian Jones.